# Asterothamnus
Asterothamnus é um género botânico pertencente à família Asteraceae.
A autoridade do género é Novopokr., tendo sido publicado em Botanicheskie Materialy Gerbariia Botanicheskogo Instituta imeni V. L. Komarova Academia Nauk SSSR 13: 331. 1950.